# テレビ都南
テレビ都南（テレビとなん）は、岩手県盛岡市都南地区をサービスエリアとする市営のケーブルテレビ局である。2011年7月24日をもって廃止された。この他に盛岡市内には、旧盛岡市側をエリアとする第三セクターの岩手ケーブルテレビジョンがある。

## 概要
1992年（平成4年）10月に開局したテレビ都南であったが、老朽化した設備を地上デジタル放送対応に改修する費用が捻出できなくなった。岩手ケーブルテレビジョンとの合併交渉も決裂したため、アナログテレビ放送が終了する2011年7月24日をもって廃止されることが決定した。
2011年7月25日午前0時にすべての放送を終了した。廃止に合わせて閉局式も行われ、約20年の歴史に幕を閉じた。
2011年7月末現在、施設廃止後に盛岡市都南地区において他の事業者がケーブルテレビ事業を行うかどうかは未定である。岩手ケーブルテレビジョンのサービスエリア拡大も決まっていない。
一方、岩手県内では2004年、花巻市の花巻ケーブルテレビが全国初のケーブルテレビ局廃業として注目されたが、他の事業者に経営譲渡されケーブルテレビ事業が継続されている。

### 震災による影響
施設廃止に伴って、UHFアンテナを設置した世帯を対象に2万円を上限とした補助を行っていた。当初は2011年7月末の申請期限だったが、東日本大震災の影響により延長され、2012年3月末で終了した。
また、東日本大震災の被災地である岩手県、宮城県、福島県のアナログ放送終了延期が決定されたが、当施設のサービスエリア内で直接の被害がなかったことから、予定通り2011年7月24日に施設廃止された。

## 災害情報
災害発生時、文字放送で盛岡市災害情報を放送していた。2004年3月、岩手ケーブルテレビジョンでも災害時における放送要請手続に関する協定書 を盛岡市と交わしており、災害情報が放送されている。

### 東日本大震災
2011年3月11日に盛岡市では震度5強を観測した。地震直後から岩手県内全域で停電となっていたが、停電復旧後、文字放送で災害情報を放送した。
地震発生の2011年3月11日から通常の番組を中止し、災害情報を伝える文字放送を継続。盛岡市都南地区を中心とした生活情報も放送。
2011年3月14日、盛岡市長緊急記者会見を放送。谷藤裕明市長が災害対応状況を説明した。
2011年3月28日に自主制作番組の放送を再開した。しかし、2011年6月30日をもって自主制作番組の放送は終了した。

## 指定管理者
2007年4月から指定管理者制に移行し、2012年3月まで岩手めんこいテレビの関連子会社である株式会社めんこいエンタープライズが運営していた

## 地デジ受信状況調査
外部リンクによると、盛岡市都南地区の200箇所において2007年10月から2008年1月に地デジの受信調査を行っている。多くの地域は良好に受信できるものの、大ヶ生、黒川、手代森、上飯岡、羽場の一部では地デジを良好に受信できない地域が存在するというデータがある。

## 主な放送チャンネル

### 廃止に伴う放送終了
- 5ch(朝日ニュースター)、11ch(ムービープラス)
2011年6月30日をもって放送終了。
2011年7月24日までは、放送終了のお知らせを常時表示していた。
- 9ch(自主放送)
自主制作番組の放送は2011年6月30日をもって終了。
2011年7月24日までは、盛岡市内の情報を伝える文字放送「情報INDEX」、アンテナ補助申請についてのお知らせを放送していた。
- 全ての放送チャンネル
自主放送チャンネルを含め、全てのチャンネルは2011年7月24日に放送を終了した[8]。

### テレビ局
| アナログ | デジタル | 放送局             |
| -------- | -------- | ------------------ |
| 1        |          | NHK BS1            |
| 2        |          | 岩手朝日テレビ     |
| 3        |          | NHK BSプレミアム   |
| 4        |          | NHK 総合           |
| 5        |          | 朝日ニュースター   |
| 6        |          | IBC岩手放送        |
| 8        |          | NHK 教育           |
| 9        |          | 自主放送           |
| 10       |          | テレビ岩手         |
| 11       |          | ムービープラス     |
| 12       |          | 岩手めんこいテレビ |

## 自主放送チャンネル
施設廃止に伴い、自主制作番組は2011年6月30日をもって放送終了した。

### 制作番組
- 『テレビ都南ニュース』[9]
月～金で日替わり地域ニュースを制作。2007年4月から、市民を「おらが街キャスター」として起用。
2011年6月24日放送分をもって放送終了。
- 『ウィークリーテレビ都南』[10]
月～金に放送したニュースを土日にダイジェスト版として放送。主に、特集以外のニュースをまとめて放送することが多い。盛岡市の岩手ケーブルテレビジョンでも放送されていた。
2011年6月26日放送分をもって放送終了。
- 『特別番組』[11]
盛岡市長定例記者会見や、チャグチャグ馬コ、盛岡花火の祭典、盛岡秋まつり、もりおか郷土芸能フェスティバル等、地域の伝統芸能・行事を特集して放送していた。
- 『テレビ都南アーカイブス』
当施設がこれまで制作した自主制作番組をアーカイブスとして放送。1992年の旧都南村・盛岡市合併時の話題をはじめ、懐かしい映像を放送した。

## イベント
2007年から子供たちの活躍を応援する行事を多数行っていた。
この模様は『テレビ都南ニュース』で紹介するほか、特別番組として放送することもあった。
- 『映画上映会』
- 『テレビ都南カップ 少年サッカーフェスティバル』
- 『テレビ都南杯 都南地区少年野球大会』
- 『都南地区 親子芸術ふれあい会』
- 『都南地区 未来創造小学生絵画コンクール』